# Campeonato Mundial de Natação em Piscina Curta de 2010 - 100 m medley masculino
A prova dos 100 metros nado medley masculino do Campeonato Mundial de Natação em Piscina Curta de 2010 foi disputado entre 18 e 19 de dezembro em Dubai nos Emirados Árabes Unidos.

## Recordes
Antes desta competição, os recordes mundiais e do campeonato nesta prova eram os seguintes:
|    | Nome         | Nacionalidade  | Tempo (segundo) | Local      | Data                   |
| -- | ------------ | -------------- | --------------- | ---------- | ---------------------- |
| WR | Peter Mankoč | Eslovênia      | 50.76           | Istambul   | 12 de dezembro de 2009 |
| CR | Ryan Lochte  | Estados Unidos | 51.15           | Manchester | 13 de abril de 2008    |

## Medalhistas
| Ouro              | Prata                | Bronze               |
| Ryan Lochte (USA) | Markus Deibler (GER) | Sergey Fesikov (RUS) |

## Resultados

### Eliminatórias
As eliminatórias ocorreram dia 18 de dezembro. Dezesseis atletas num total de 83 se classificaram  para a semifinal. 
| Colocação | Bateria | Raia | Nome                                 | Tempo   | Notas |
| --------- | ------- | ---- | ------------------------------------ | ------- | ----- |
| 1         | 2       | 3    | Ryan Lochte (USA)                    | 52.06   | Q     |
| 2         | 11      | 3    | Henrique Rodrigues (BRA)             | 52.53   | Q     |
| 3         | 11      | 7    | George Bovell (TRI)                  | 52.60   | Q     |
| 4         | 11      | 5    | Kenneth To (AUS)                     | 52.75   | Q     |
| 5         | 11      | 4    | Peter Mankoc (SLO)                   | 52.78   | Q     |
| 6         | 9       | 4    | Markus Deibler (GER)                 | 52.83   | Q     |
| 7         | 10      | 4    | Sergey Fesikov (RUS)                 | 53.03   | Q     |
| 8         | 7       | 5    | Shaune Fraser (CAY)                  | 53.05   | Q     |
| 9         | 10      | 5    | Takuro Fujii (JPN)                   | 53.12   | Q     |
| 10        | 10      | 3    | Tommaso D'Orsogna (AUS)              | 53.16   | Q     |
| 11        | 1       | 4    | John Tapp (CAN)                      | 53.43   | Q, NR |
| 12        | 11      | 6    | Bradley Ally (BAR)                   | 53.62   | Q     |
| 13        | 2       | 8    | Sun Xiaolei (CHN)                    | 53.70   | Q     |
| 14        | 11      | 8    | Omar Pinzon (COL)                    | 53.74   | Q     |
| 15        | 3       | 2    | Tyler Clary (USA)                    | 53.94   | Q     |
| 16        | 9       | 5    | Christian Galenda (ITA)              | 54.02   | Q     |
| 17        | 10      | 6    | Martti Aljand (EST)                  | 54.03   |       |
| 18        | 2       | 6    | Gal Nevo (ISR)                       | 54.20   |       |
| 19        | 9       | 3    | Vytaunas Janusaitis (LTU)            | 54.24   |       |
| 19        | 10      | 2    | Andrejs Duda (LAT)                   | 54.24   |       |
| 21        | 9       | 8    | Graeme John Moore (RSA)              | 54.27   |       |
| 22        | 9       | 7    | Martin Spitzer (AUT)                 | 54.33   |       |
| 23        | 9       | 6    | Diogo Carvalho (POR)                 | 54.41   |       |
| 24        | 10      | 7    | Dominik Straga (CRO)                 | 54.42   |       |
| 25        | 10      | 8    | Diogo Yabe (BRA)                     | 54.60   |       |
| 26        | 8       | 5    | Taki M'Rabet (TUN)                   | 54.86   |       |
| 27        | 11      | 2    | Sverre Naess (NOR)                   | 54.89   |       |
| 28        | 8       | 3    | Serkan Atasay (TUR)                  | 55.02   |       |
| 29        | 8       | 2    | Aleksey Derlyugov (UZB)              | 55.09   |       |
| 30        | 7       | 6    | Robert Zbogar (SLO)                  | 55.32   |       |
| 31        | 8       | 4    | Raphael Stacchiotti (LUX)            | 55.45   |       |
| 32        | 10      | 1    | Tomas Klobucnik (SVK)                | 55.89   |       |
| 33        | 3       | 7    | Daniel Coakley (PHI)                 | 56.08   |       |
| 34        | 3       | 6    | Chen Zuo (CHN)                       | 56.85   |       |
| 35        | 7       | 4    | Serghei Golban (MDA)                 | 57.27   |       |
| 35        | 8       | 7    | Saeed Malekae Ashtiani (IRI)         | 57.27   |       |
| 37        | 7       | 2    | Juan David Molina (COL)              | 57.44   |       |
| 38        | 6       | 6    | Nicholas James (ZIM)                 | 57.47   |       |
| 39        | 2       | 4    | Marawan Hellal (EGY)                 | 57.52   |       |
| 40        | 7       | 3    | Amine Kouame (MAR)                   | 57.59   |       |
| 41        | 3       | 5    | Leopoldo Andara (VEN)                | 57.69   |       |
| 42        | 8       | 6    | Ensar Hajder (BIH)                   | 57.70   |       |
| 43        | 8       | 1    | Gustavo Paschetta (ARG)              | 57.80   |       |
| 44        | 6       | 4    | Jean Luis Apolinar Gómez Nuñez (DOM) | 58.24   |       |
| 45        | 7       | 1    | Obaid Al Jasmi (UAE)                 | 58.43   |       |
| 46        | 2       | 7    | Rehan Jehangir Poncha (IND)          | 58.46   |       |
| 47        | 6       | 2    | Yousef Alaskari (KUW)                | 58.61   |       |
| 48        | 7       | 7    | Pedro Miguel Pinotes (ANG)           | 58.79   |       |
| 49        | 2       | 5    | Lao Kuan Fong (MAC)                  | 58.80   |       |
| 50        | 7       | 8    | Quinton Delie (NAM)                  | 58.94   |       |
| 51        | 6       | 8    | Lim Duan Le Kenneth (SIN)            | 59.18   |       |
| 52        | 6       | 5    | Giorgi Mtvralashvili (GEO)           | 59.21   |       |
| 53        | 5       | 7    | Jourdy Martis (AHO)                  | 59.22   |       |
| 54        | 6       | 7    | Andrea Agius (MLT)                   | 59.38   |       |
| 55        | 5       | 1    | Arturo Alejandro Montilla (DOM)      | 59.50   |       |
| 56        | 5       | 3    | Hycinth Cijntje (AHO)                | 59.61   |       |
| 57        | 5       | 5    | Hazem Abdulwahid Tashkandi (KSA)     | 1:00.06 |       |
| 58        | 5       | 6    | Neil Agius (MLT)                     | 1:00.20 |       |
| 59        | 6       | 1    | Tong Antonio (MAC)                   | 1:00.29 |       |
| 60        | 4       | 1    | Yellow Yeiyah (NGR)                  | 1:01.11 |       |
| 61        | 5       | 2    | Colin Bensadon (GIB)                 | 1:01.18 |       |
| 62        | 5       | 8    | Sofyan Elgidi (LBA)                  | 1:03.13 |       |
| 63        | 4       | 5    | Dulguun Batsaikhan (MGL)             | 1:03.57 |       |
| 64        | 4       | 6    | Julien Brice (LCA)                   | 1:04.61 |       |
| 65        | 4       | 7    | Hamdan Iqbal Bayusuf (KEN)           | 1:04.65 |       |
| 66        | 4       | 3    | Joshua Runako Daniel (LCA)           | 1:05.32 |       |
| 67        | 4       | 4    | Nisar Ahmed (PAK)                    | 1:05.61 |       |
| 68        | 4       | 8    | Lim Jyh Jye (BRU)                    | 1:06.06 |       |
| 69        | 3       | 3    | Kouassi Franck Olivier Brou (CIV)    | 1:07.16 |       |
| 70        | 2       | 1    | Ronaldo Rodrigues (GUY)              | 1:07.76 |       |
| 71        | 2       | 2    | Tepaia Payne (COK)                   | 1:08.10 |       |
| 72        | 3       | 4    | Shailesh Shumsher Rana (NEP)         | 1:09.20 |       |
| 73        | 5       | 4    | Tano Pierre Claver Atta (CIV)        | 1:10.22 |       |
| 74        | 3       | 8    | Inayath Hassan (MDV)                 | 1:10.90 |       |
| 75        | 3       | 1    | Giordan Harris (MHL)                 | 1:13.77 |       |
| 76        | 4       | 2    | Elio Berberi (ALB)                   | 1:13.84 |       |
| -         | 1       | 3    | Martin Tomasin (BOL)                 | DNS     |       |
| -         | 6       | 3    | Loai Abdulwahid Tashkandi (KSA)      | DNS     |       |
| -         | 9       | 1    | Simon Sjoedin (SWE)                  | DNS     |       |
| -         | 1       | 5    | Godonou Wilfrid Tevoedjre (BEN)      | DSQ     |       |
| -         | 8       | 8    | Dmitriy Shvetsov (UZB)               | DSQ     |       |
| -         | 9       | 2    | Tomáš Fucík (CZE)                    | DSQ     |       |
| -         | 11      | 1    | Federico Turrini (ITA)               | DSQ     |       |

### Semifinal
A semifinal  ocorreu dia 18 de dezembro. Oito competidores se classificaram para a final. 
Semifinal 1
| Colocação | Raia | Nome                     | Tempo | Notas |
| --------- | ---- | ------------------------ | ----- | ----- |
| 1         | 3    | Markus Deibler (GER)     | 52.08 | Q     |
| 2         | 5    | Kenneth To (AUS)         | 52.16 | Q     |
| 3         | 4    | Henrique Rodrigues (BRA) | 52.70 | Q     |
| 4         | 2    | Tommaso D'Orsogna (AUS)  | 52.85 |       |
| 5         | 6    | Shaune Fraser (CAY)      | 52.94 |       |
| 6         | 7    | Bradley Ally (BAR)       | 53.12 |       |
| 7         | 1    | Omar Pinzon (COL)        | 53.44 |       |
| 8         | 8    | Christian Galenda (ITA)  | 53.65 |       |

Semifinal 2
| Colocação | Raia | Nome                 | Tempo | Notas |
| --------- | ---- | -------------------- | ----- | ----- |
| 1         | 4    | Ryan Lochte (USA)    | 50.81 | Q, CR |
| 2         | 5    | George Bovell (TRI)  | 52.23 | Q     |
| 3         | 2    | Takuro Fujii (JPN)   | 52.43 | Q     |
| 4         | 6    | Sergey Fesikov (RUS) | 52.51 | Q     |
| 5         | 7    | John Tapp (CAN)      | 52.62 | Q, NR |
| 6         | 3    | Peter Mankoc (SLO)   | 52.80 |       |
| 7         | 1    | Sun Xiaolei (CHN)    | 53.12 |       |
| 8         | 8    | Tyler Clary (USA)    | 53.99 |       |

### Final
A final teve sua disputa realizada em 19 de dezembro. 
| Colocação         | Raia | Nome                     | Tempo | Notas |
| ----------------- | ---- | ------------------------ | ----- | ----- |
| Medalha de ouro   | 4    | Ryan Lochte (USA)        | 50.86 |       |
| Medalha de prata  | 5    | Markus Deibler (GER)     | 51.69 |       |
| Medalha de bronze | 7    | Sergey Fesikov (RUS)     | 51.81 |       |
| 4                 | 6    | George Bovell (TRI)      | 51.97 |       |
| 5                 | 3    | Kenneth To (AUS)         | 52.20 |       |
| 6                 | 2    | Takuro Fujii (JPN)       | 52.36 |       |
| 7                 | 1    | John Tapp (CAN)          | 52.97 |       |
| 8                 | 8    | Henrique Rodrigues (BRA) | 53.69 |       |

Legenda
| Recorde mundial       | Recorde mundial (World record)               |                       | Recorde africano                      | Recorde africano (African) |                                           | Q | Classificado por posição (Qualified) |
| Recorde do campeonato | Recorde do campeonato (Championship record)  | Recorde da América    | Recorde da América (Americas)         | q                          | Classificado por melhor tempo (Qualified) |   |                                      |
| Melhor marca do ano   | Melhor marca do ano (World leading)          | Recorde asiático      | Recorde asiático (Asian)              | DNS                        | Não largou (Did not start)                |   |                                      |
| Recorde nacional      | Recorde nacional (National record)           | Recorde europeu       | Recorde europeu (European)            | DNF                        | Não terminou (Did not finish)             |   |                                      |
| Recorde pessoal       | Recorde pessoal do atleta (Personal best)    | Recorde da Oceania    | Recorde da Oceania (Oceania)          | DSQ / DQ                   | Desclassificado (Disqualified)            |   |                                      |
| Recorde da temporada  | Recorde da temporada do atleta (Season best) | Recorde sul-americano | Recorde sul-americano (South America) | NM                         | Sem marca (No mark)                       |   |                                      |